# چیساتو فوکوشیما
چیساتو فوکوشیما (انگلیسی: Chisato Fukushima؛ زادهٔ ۲۷ ژوئن ۱۹۸۸) ورزشکار دو و میدانی اهل ژاپن است.
وی در مسابقات کشوری و بین‌المللی در مجموع برندهٔ ۷ مدال طلا، ۲ مدال نقره و ۱ مدال برنز شده‌است.